# غروفر (كولورادو)
غروفر (بالإنجليزية: Grover, Colorado)‏ هي بلدة تقع في مقاطعة ويلد، كولورادو بولاية كولورادو في الولايات المتحدة. تبلغ مساحتها 1.3 (كم²)، وترتفع عن سطح البحر 1547 م، بلغ عدد سكانها 137 نسمة في عام 2010 حسب إحصاء مكتب تعداد الولايات المتحدة وتصل الكثافة السكانية فيها 105.4 نسمة/كم2.

## وصلات خارجية
- The US50 - Cities and Towns in Colorado State
- Colorado Cities and Towns, Facts, Map, Flag, Colleges, Government, and More